# 福島県立修明高等学校鮫川校
福島県立修明高等学校鮫川校 （ふくしまけんりつ しゅうめいこうとうがっこう さめかわこう）は、福島県東白川郡鮫川村に所在した県立高等学校。略称は「鮫校」（さめこう）。

## 設置学科
- 全日制課程　
  - 普通科

## 沿革
- 1948年
  - 4月1日 - 福島県立東白川農商高等学校定時制課程分校として開校[1]。
  - 7月31日 - 福島県立塙高等学校独立に伴い福島県立塙高等学校鮫川分校となる
- 1961年 - 農業科募集停止
- 1962年4月1日 - 塙高校より福島県立東白川農商高等学校に移管となり、福島県立東白川農商高等学校鮫川分校と改称。農業科募集再開。
- 1969年 - 募集課程を定時制から全日制に変更。
- 2008年 - 福島県立東白川農商高等学校鮫川校に改称。
- 2009年 - 本校の東白川農商高校が福島県立棚倉高等学校と統合し福島県立修明高等学校となったため、福島県立修明高等学校鮫川校に改称。
- 2020年 - 募集停止。
- 2022年3月 - 閉校[1]。

## 校訓
「自律」、「勤労」、「敬愛」

## 進路概況
- 一般企業への就職が多い。
- 短期大学にも進学者がいた。

## 部活動
- 運動部
- 軟式野球部
- バドミントン部
- 卓球部